# Bayard (Nebraska)
Bayard é uma cidade localizada no estado americano de Nebraska, no Condado de Morrill.

## Demografia
Segundo o censo americano de 2000, a sua população era de 1247 habitantes. 
Em 2006, foi estimada uma população de 1158, um decréscimo de 89 (-7.1%).

## Geografia
De acordo com o United States Census Bureau, a localidade tem uma área de 1,8 km², sem área coberta por água. Bayard localiza-se a aproximadamente 1199 m acima do nível do mar.

## Localidades na vizinhança
O diagrama seguinte representa as localidades num raio de 32 km ao redor de Bayard. 